# 2022年夸祖魯-納塔爾省水災
2022年夸祖魯-納塔爾省水災，是2022年4月在南非東南部夸祖魯-納塔爾省，由於連續幾天下大雨引發的致命水災。德班及周邊地區受到的打擊尤其嚴重。房屋、主要道路、交通、通訊和電力系統等受到水災的影響，阻礙復常和救援工作。這次水災是南非21世紀以來最致命的自然災害之一，也是自1987年南非水災以來最致命的水災。

## 背景
拉尼娜現象使南非在2022年的降雨量高於平均水平。1月，許多地區經歷了自1921年可靠記錄以來最大的降雨。南非全國在2021至2022年夏天的經歷了多次毀滅性的熱帶氣旋和洪水。

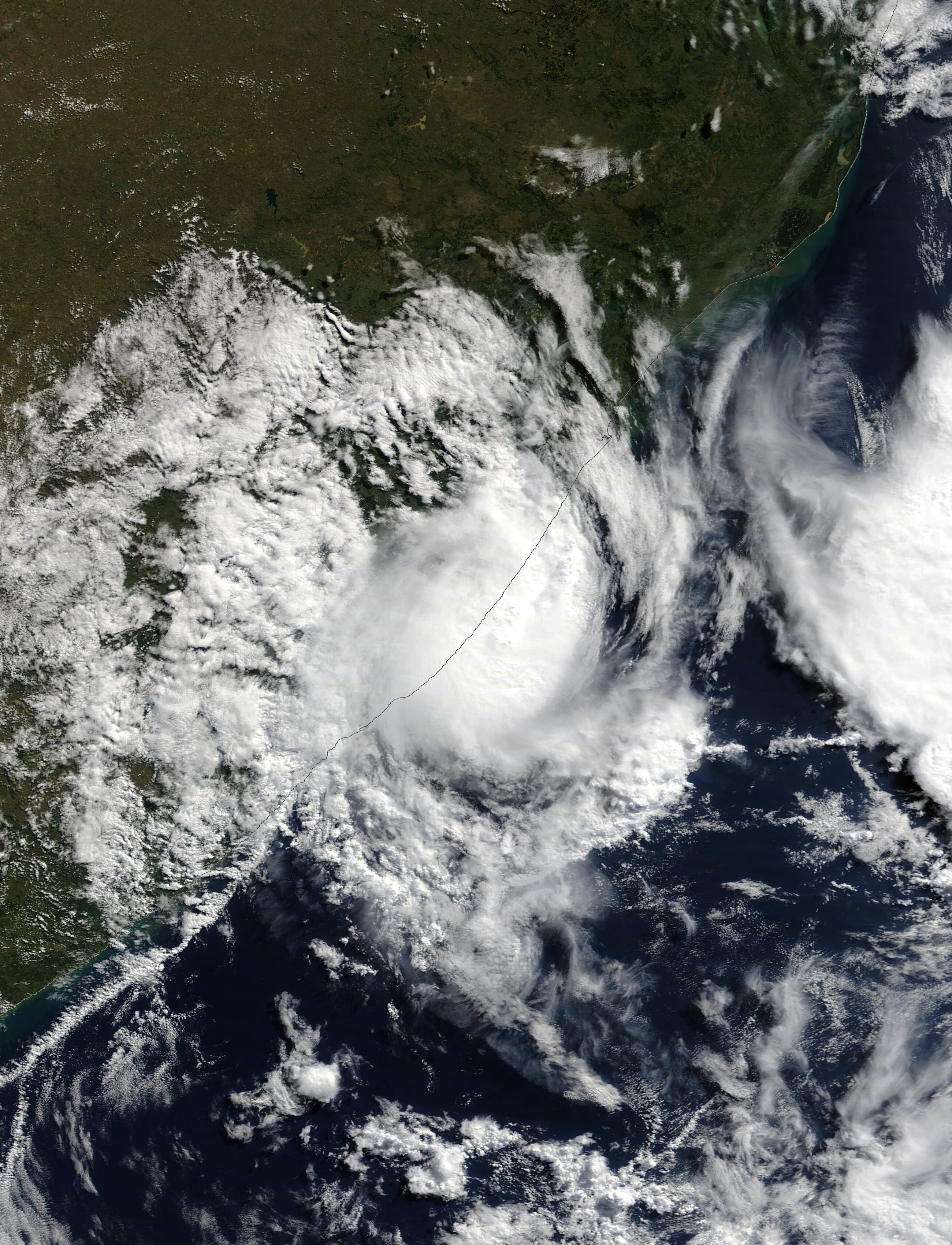
4月13日的副熱帶低氣壓伊薩

暴雨在4月8日左右開始，並持續了幾天。4月11日，南非東岸形成了低氣壓，南非气象局為夸祖魯-納塔爾省海岸和鄰近內陸地區發出了5級警告，隨後上調至8級。在有進一步影響和持續強降雨的報告後，警告升至9級。低氣壓導致夸祖魯-納塔爾省各地下大雨。該省有地區24小時降雨量超過200毫米，馬爾蓋特夜間更錄得311毫米的降雨量。4月11日至14日期間，沿海地區錄得450毫米的降雨量。
4月12日，由於低氣壓的結構和風勢，它被法国气象局歸類為副熱帶低氣壓，並被命名為伊薩。伊薩跟隨其沿著南非海岸的西南軌跡，並在4月13日上午到達東開普省東北部海岸。之後伊薩向東北面調頭，然後向大海移動並進一步減弱。

## 影響
暴雨摧毀房屋，沖走道路，並引致泥石流。有五人在克萊爾莊園附近的一個棚戶區死亡。在通加特，一名婦女和三個孩子的汽車被潮漲的河流捲走時喪生。在維魯蘭，有兩個人於房子倒塌後死亡。

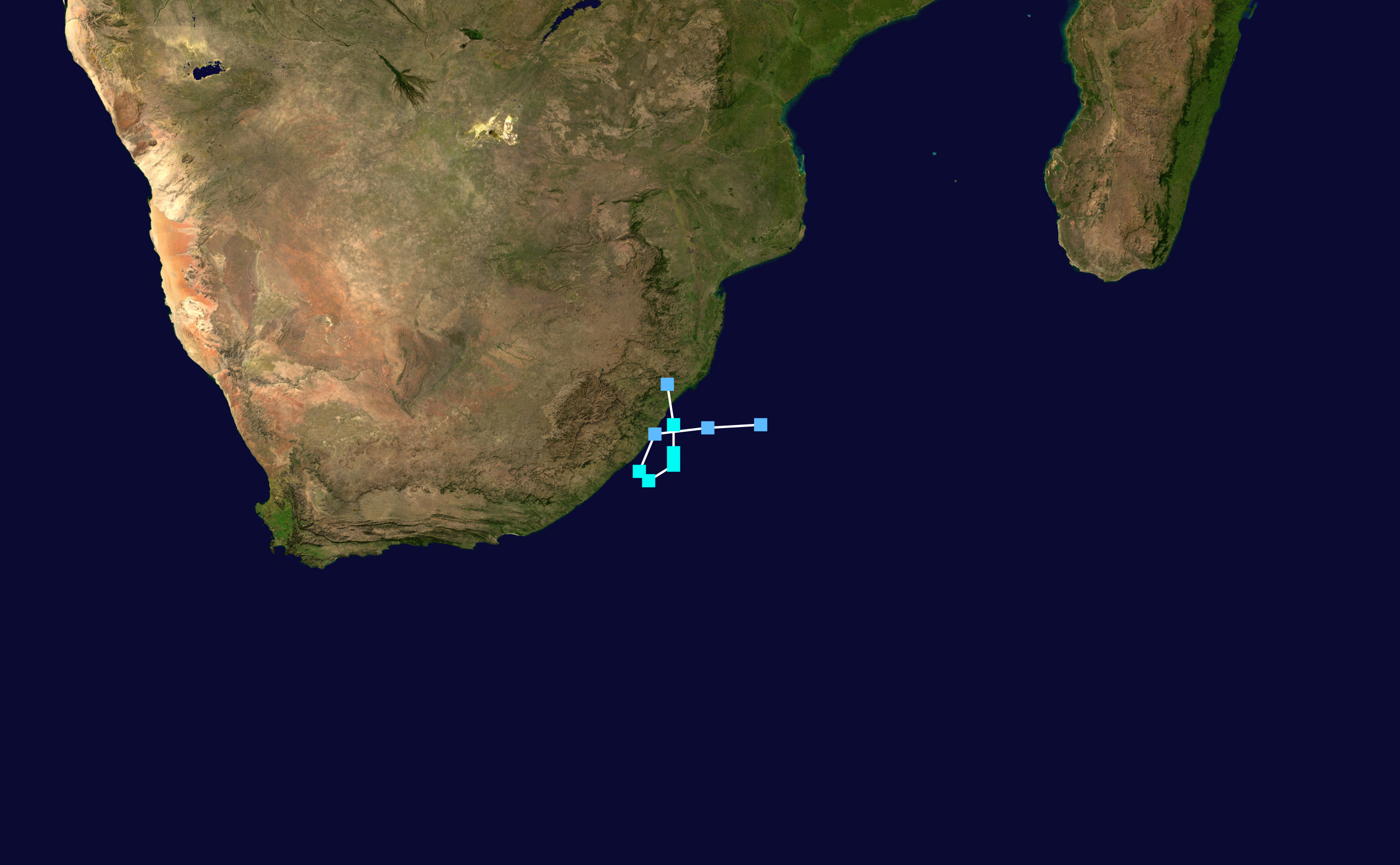
伊薩的路徑圖

沿海的2號國道遭受多次沖刷，橋樑被摧毀。來往德班和約翰內斯堡的3號國道南行車道因洪水和瓦礫而關閉。4月13日，瑪麗安希爾收費站有長達10公里的卡車車龍，延伸至夏文史達。當地社區視卡車為搶劫目標。
4月11日傍晚，Transnet暫停運營德班港口。Transnet與客戶和運營商組成指揮中心，以監視港口的活動。隨後大雨損壞通往港口的道路，以及通往城市的3號國道。進入港口的航運也已暫停，貨運公司被告知不要將運輸貨物運往德班。在理查茲灣港口，碼頭的運力有限。
由Eskom運營的水力發電水壩被雨水淹沒，無法運行。執行長安德烈·德·魯伊特於4月12日宣佈將輪番停電。大量碎片堵塞了德拉肯斯堡抽水蓄能發計畫設施。因格拉抽水蓄能計劃的水壩亦已滿溢，無法抽水蓄能。其他電力問題包括輸電線路倒塌及變電站被淹沒。該省的基電設施亦受損。沃達康報告稱，停電等事件影響400座塔樓運作。MTN集團稱有500個地點受到影響。
Sappi的五家造紙廠中，關閉了三家。Pepkor在德班的配送中心因水災而關閉。通往燃料庫的主要通道貝黑德路被沖走，導致夸祖魯-納塔爾省許多加油站沒有燃料。所有主要石油公司也暫停了營運。

## 反應
4月12日，夸祖魯-納塔爾省行政委員會舉行晚間緊急會議。西赫莱·齐卡拉拉呼籲國家宣佈緊急狀態，以便該省獲得緊急資金。總統西里爾·拉馬福薩原訂出席為期三天、在馬普托舉行的南部非洲發展共同體峰會，他縮短了行程。他於4月13日抵達夸祖魯-納塔爾省。
4月13日，國家災害管理中心宣佈，因暴雨、洪水、強風、山泥傾瀉等造成生命損失和財產、基礎設施和環境破壞，將水災分類為省級災難。
4月15日，交通部長菲基萊·姆巴盧拉表示，將優先考慮重建有關經濟的橋樑和道路，成本初步估計為57億蘭特（3.92億美元）。人民居住部的初步評估報告顯示，超過13,500戶家庭受到洪水的影響，超過3,927間房屋被毀，8,097間房屋被部分毀壞。
4月16日，財政部長伊諾克·戈東瓦納表示，於4月19日向夸祖魯-納塔爾省提供10億蘭特的救濟金。
4月18日，總統西里爾·拉馬福薩宣布南非全國進入災難狀態。